# Trichomanes quercifolium
Trichomanes quercifolium là một loài dương xỉ trong họ Hymenophyllaceae. Loài này được Desv. mô tả khoa học đầu tiên năm 1811.
Danh pháp khoa học của loài này chưa được làm sáng tỏ. 